# Magón I de Cartago
Magón I de Cartago fue un rey de Cartago que gobernó entre 550 a. C. y 530 a. C., así como el fundador de la dinastía de los magónidas de Cartago. Magón I fue originariamente un general cartaginés. Bajo su reinado, Cartago se convirtió en la colonia fenicia preponderante del Mediterráneo occidental.

## Gobierno
Bajo el reinado de Magón I, Cartago se estableció como el poder militar fenicio dominante en el Mediterráneo occidental. Mantuvo su dependencia económica de Tiro, la metrópoli fenicia, pero actuó de forma cada vez más independiente. Uno de los logros políticos de Magón fue una alianza con los etruscos contra los griegos, alianza que duraría hasta la época en que los romanos expulsaron a los reyes etruscos. También estuvo presente y mantuvo una política activa en Sicilia, casándose con una mujer siracusana.
En 546 a. C., los foceos que huían de la invasión persa fundaron la ciudad de Aléria en Córcega (los griegos de Focea se habían asentado ahí desde 562 a. C.) y comenzaron a piratear el comercio con los etruscos y los púnicos debido a la imposibilidad de atender a todos los nuevos habitantes con los recursos de la colonia. Entre 540 y 535 a. C., una alianza entre cartagineses y etruscos había logrado expulsar a los griegos de Córcega, después de la batalla de Alalia. Los etruscos tomaron el control de la isla y Cartago se centró en Cerdeña, asegurándose de que no se estableciese ninguna colonia griega en la isla. La derrota también supuso el final definitivo de la expansión griega por occidente.
Después de estos hechos, los cartagineses se enfrentaron a una nueva guerra contra los habitantes de Massalia. Cartago perdió varias batallas, pero logró salvaguardar las colonias fenicias en Hispania y cerrar el estrecho de Gibraltar a las naves griegas, mientras que los griegos de Massalia mantuvieron sus colonias hispanas situadas por encima del cabo de la Nao.
La consecuencia de esta guerra fue que el sur de Hispania quedó cerrado para los griegos. Además, el apoyo cartaginés de la colonia fenicia de Gadir supuso también el colapso de Tartessos por el año 530 a. C., ya fuera por conflicto armado o por la simple desaparición del comercio griego.